# Pigface
A Pigface egy amerikai indusztriális zenei együttes. 1990-ben alakultak meg Chicagoban. Tagjai több egyéb zenekarban is szerepeltek, így supergroup-nak számítanak. A bandának több tagja illetve közreműködője is van. Martin Atkins dobos az egyetlen olyan tag, aki a kezdetektől fogva képviseli a zenekart. A zenekar továbbá bejelentette, hogy 2019-ben turnéra indulnak.

## Diszkográfia
- Gub (1991)
- Fook (1992)
- Notes from Thee Underground (1994)
- A New High in Low (1997)
- Easy Listening... (2003)
- 6 (2009)